# 棕腰歌百灵
棕腰歌百灵（学名：Pinarocorys erythropygia），是百灵科的一种，是全面迁徙的候鸟，分布于几内亚、乌干达、尼日尔、冈比亚、科特迪瓦、加纳、中非共和国、尼日利亚、利比里亚、马里、苏丹、贝宁、布基纳法索、多哥、刚果民主共和国、喀麦隆、塞拉利昂和乍得。全球活动范围约为3,880,000平方千米。该物种的保护状况被评为无危。
棕腰歌百灵的平均体重约为30.1克。栖息地包括干燥的稀树草原、耕地和牧草地。